# 中美小食蟻獸
中美小食蟻獸（學名：Tamandua mexicana）是食蟻獸的一種，分類學上屬於哺乳綱貧齒總目披毛目。其种加词“mexicana”意为“墨西哥的”。廣泛分佈於中美地區，如伯利茲、哥倫比亞、哥斯達黎加、厄瓜多爾、薩爾瓦多、危地馬拉、洪都拉斯、墨西哥、尼加拉瓜、巴拿馬、秘魯及委內瑞拉等地。
其原有棲息地為亞熱帶及熱帶乾旱森林、潮濕低地、紅樹林、山區及大草原等地。